# Beroepseczeem
Beroepseczeem is een vorm van eczeem die optreedt als gevolg van contact met bepaalde stoffen bij het uitoefenen van een beroep.
Eczeem is een ontstekingsreactie van de huid, meestal als gevolg van een allergie. Stoffen waarvan bekend is dat ze vaak beroepseczeem veroorzaken zijn geurstoffen in cosmetica, conserveringsmiddelen, bepaalde bestanddelen van rubber, geneesmiddelen (zalven) en onedele metalen zoals nikkel en chroom. Beroepseczeem ontstaat vaak geleidelijk. Door veelvuldig in aanraking te komen met een bepaalde stof kan de huid op den duur allergisch gaan reageren.
Beroepseczeem ontstaat niet alleen door contact met irriterende stoffen, maar soms ook door het veelvuldig wassen van de handen. Veel contact met water tast de natuurlijke vetlaag van de huid aan waardoor de huid kwetsbaarder is voor ontstekingen.
Beroepsgroepen waarin vaak beroepseczeem geconstateerd wordt zijn de schoonmaakbranche, de kappersbranche, de bouw, de gezondheidszorg en de metaalbewerkingsbranche.
De behandeling zal onder meer bestaan uit het aanpassen van de werkzaamheden waarbij gekeken wordt of het mogelijk is om de irriterende stof te vermijden. Dat is lang niet altijd mogelijk, zodat mensen met beroepseczeem soms gedwongen zijn om een ander beroep te kiezen.